# Testudovolva nebula
Testudovolva nebula is een slakkensoort uit de familie van de Ovulidae. De wetenschappelijke naam van de soort is voor het eerst geldig gepubliceerd in 1971 door Azuma & Cate.